# Crangonyx hobbsi
Crangonyx hobbsi is een vlokreeftensoort uit de familie van de Crangonyctidae. De wetenschappelijke naam van de soort is voor het eerst geldig gepubliceerd in 1941 door Clarence Raymond Shoemaker in Ellis.